# ShopFully
ShopFully es una empresa tecnológica que conecta a millones de compradores con las tiendas de su alrededor. La compañía está especializada en estrategias digitales que incentivan a los consumidores a visitar las tiendas físicas, aumentando así el tráfico en tienda.
ShopFully gestiona cuatro páginas web y aplicaciones destinadas a las compras en tiendas locales — DoveConviene, Tiendeo, PromoQui y VolantinoFacile. Con más de 45 millones de usuarios en todo el mundo, estas plataformas proporcionan información actualizada sobre las últimas ofertas y servicios de minoristas y marcas.

## Historia
El marketplace DoveConviene fue fundado en 2012 por Alessandro Palmieri y Stefano Portu en Italia. En 2013, DoveConviene recaudó 3,5 millones de euros en financiación A por parte de Xyence, seguido de una inversión de 5,2 millones de euros en 2014 a través de una ronda de inversión B con las empresas de capital de riesgo 360 Capital Partners y Merifin Capital. En 2015, la compañía recibió 10 millones de euros de financiación por parte de Highland Capital Partners Europe. En 2017, la compañía se expandió en Australia bajo el nombre de ShopFully y en julio de ese mismo año adquirió Commonsense, un proveedor de tecnología digital para el comercio minorista, con el objetivo de mejorar el desarrollo de plataformas tecnológicas.
En 2019, la compañía lanzó ShopFully Engage, la plataforma de publicidad móvil que busca generar visitas a las tiendas físicas a través de formatos de publicidad estándar, y HI! (Hyperlocal Intelligence) la plataforma de marketing hiperlocal basada en la inteligencia artificial que permite a los minoristas y las marcas acompañar a los consumidores a lo largo del proceso de compra, desde la búsqueda de ofertas y productos en línea hasta la compra en  tienda. Ese mismo año DoveConviene cambió su nombre para convertirse en ShopFully, con el objetivo de reflejar el alcance más amplio de la empresa, tanto en términos de geografía como de oferta de productos.
En 2020, ShopFully adquirió VolantinoFacile y PromoQui, dos marketplaces de info-commerce.
En 2022, ShopFully completó su tercera adquisición con la compra de la empresa española Tiendeo. La operación creó un grupo combinado con equipos en 12 países, una red de 45 millones de usuarios activos y más de 400 socios entre los principales minoristas y marcas a nivel mundial. Entre 2022 y 20233, Tiendeo comenzó a operar bajo el nombre de ShopFully en Francia, España, Portugal, Sudáfrica y América Latina.
En 2023, ShopFully se asoció con MEDIA Central Group para convertirse en la plataforma de Drive to Store marketing líder en Europa para los principales minoristas y marcas.